# Танго смерті (оркестр)

Фото оркестру, що використовувалося як ілюстрація нацистських злочинів на Нюрнберзькому судовому процесі

Оркестр Янівського табору смерті (відоміший як «Танго смерті»[джерело?]) — табірний оркестр, створений у Янівському концентраційному таборі у Львові нацистською окупаційною адміністрацією.
Оркестр складався з найкращих львівських музикантів, людей з європейським, а то й з світовим ім'ям — в'язнів табору. Керівником оркестру був призначений скрипаль, композитор, диригент Яків Мунд, який перед війною обіймав посаду музичного керівника Міських театрів у Львові. Ініціатором примусової організації музикантів-в'язнів в оркестр був заступник коменданта Янівського табору, унтерштурмфюрер СС Ріхард Рокіта, який перед війною був скрипалем у катовіцьких кав'ярнях і відзначався винятковими садистськими схильностями.
Найчастіше оркестр виконував танго, автор якого невідомий. Незадовго до приходу Червоної армії, під час виконання цього танго всіх оркестрантів розстріляно[джерело?]. Саме це дало оркестру поширену назву — «Танго смерті».

## Культурне надбання
"Вісім тактів" в циклі "Речдок"[джерело?].
твір Юрія Винничука - Танго Смерті